# Championnats d'Afrique de judo 2011
Navigation
Édition précédente Édition suivante
Les Championnats d'Afrique de judo 2011 sont la 32e édition de cette compétition. Ils ont été disputés  du 14 au 17 avril 2011 au Stadium Marius-Ndiaye de Dakar au Sénégal. Ils ont été remportés par la Tunisie (5 médailles d’or) qui précède l'Égypte (4), et l'Algérie (3). La Tunisie a également remporté les deux épreuves par équipes. L'Égyptien Islam El Shehaby et la Tunisienne Nihel Chikhrouhou se sont illustrés en remportant chacun deux médailles d'or.

## Tableau des médailles
Le tableau des médailles officiel ne prend pas en compte les deux compétitions par équipes.
| Rang  | Nation                           | Or | Argent | Bronze | Total |
| ----- | -------------------------------- | -- | ------ | ------ | ----- |
| 1     | Tunisie                          | 5  | 5      | 0      | 10    |
| 2     | Égypte                           | 4  | 1      | 2      | 7     |
| 3     | Algérie                          | 3  | 2      | 9      | 14    |
| 4     | Afrique du Sud                   | 1  | 1      | 2      | 4     |
| 5     | Libye                            | 1  | 1      | 0      | 2     |
| 6     | Sénégal                          | 1  | 0      | 4      | 5     |
| 7     | Burkina Faso                     | 1  | 0      | 0      | 1     |
| 8     | Maroc                            | 0  | 3      | 8      | 11    |
| 9     | Cameroun                         | 0  | 1      | 3      | 4     |
| 10    | Angola                           | 0  | 1      | 1      | 2     |
| 11    | Madagascar                       | 0  | 1      | 0      | 1     |
| 12    | Gabon                            | 0  | 0      | 3      | 3     |
| 13    | Burundi                          | 0  | 0      | 0      | 0     |
| -     | Cap-Vert                         | 0  | 0      | 0      | 0     |
| -     | Ghana                            | 0  | 0      | 0      | 0     |
| -     | Gambie                           | 0  | 0      | 0      | 0     |
| -     | Mali                             | 0  | 0      | 0      | 0     |
| -     | Mozambique                       | 0  | 0      | 0      | 0     |
| -     | Maurice                          | 0  | 0      | 0      | 0     |
| -     | République démocratique du Congo | 0  | 0      | 0      | 0     |
| -     | Seychelles                       | 0  | 0      | 0      | 0     |
| -     | Togo                             | 0  | 0      | 0      | 0     |
| Total | Total                            | 16 | 16     | 32     | 64    |

## Podiums

### Femmes
| Épreuves                          | Or                       | Argent                 | Bronze                                            |
| --------------------------------- | ------------------------ | ---------------------- | ------------------------------------------------- |
| Moins de 48 kg poids super-légers | Amani Khalfaoui (TUN)    | Philomène Bata (CMR)   | Wafae Idrissi Chorfi (MAR) Sandrine Ilendou (GAB) |
| Moins de 52 kg poids mi-légers    | Soraya Haddad (ALG)      | Hanane Kerroumi (MAR)  | Ngandeu Weyinjam (CMR) Raisa Lebomie (GAB)        |
| Moins de 57 kg poids légers       | Hortense Diedhiou (SEN)  | Nesria Jelassi (TUN)   | Fatima Zahra Ait Ali (MAR) Ratiba Tariket (ALG)   |
| Moins de 63 kg poids mi-moyens    | Severine Nebie (BUR)     | Kahina Saidi (ALG)     | Rizlen Zouak (MAR) Fary Seye (SEN)                |
| Moins de 70 kg poids moyens       | Houda Miled (TUN)        | Antonia Moreira (ANG)  | Kahina Hadid (ALG) Samar Salah (EGY)              |
| Moins de 78 kg poids mi-lourds    | Hana Mergheni (TUN)      | Kaouthar Ouallal (ALG) | Nada Tarek (EGY) Audrey Koumba (GAB)              |
| Plus de 78 kg poids lourds        | Nihel Cheikhrouhou (TUN) | Rania El Kilali (MAR)  | Sonia Asselah (ALG) Dechantal Fokou Ntolack (CMR) |
| Open kg Toutes catégories         | Nihel Chikhrouhou (TUN)  | Rania El Kilali (MAR)  | Amina Temmar (ALG) Monica Sagna (SEN)             |

### Hommes
| Épreuves                          | Or                              | Argent                  | Bronze                                          |
| --------------------------------- | ------------------------------- | ----------------------- | ----------------------------------------------- |
| Moins de 60 kg poids super-légers | Mohamed Elhadi El Kawasih (LBA) | Fraj Dhouibi (TUN)      | Salim Attouche (ALG) Moustapha Dione (SEN)      |
| Moins de 66 kg poids mi-légers    | Ahmed Awad (EGY)                | Ahmed El Kawasih (LBA)  | Siyabulela Mabulu (RSA) Youcef Nouari (ALG)     |
| Moins de 73 kg poids légers       | Gideon Van Zyl (RSA)            | Hussein Hafiz (EGY)     | Mamadou Ndiaye (SEN) Elarbi Grini (ALG)         |
| Moins de 81 kg poids mi-moyens    | Abderrahmane Benamadi (ALG)     | Fetra Ratsimiziva (MAD) | Safouane Attaf (MAR) Angelo Antonio (ANG)       |
| Moins de 90 kg poids moyens       | Amar Benikhlef (ALG)            | Patrick Trezise (RSA)   | Dieudonné Dolassem (CMR) Mohamed El Assri (MAR) |
| Moins de 100 kg poids mi-lourds   | Ramadan Darwish (EGY)           | Anis Ben Khaled (TUN)   | Adil FIkri (MAR) Johannes Pretorius (RSA)       |
| Plus de 100 kg poids lourds       | Islam El Shehaby (EGY)          | Fayçal Jaballah (TUN)   | Mohamed Bouaichaoui (ALG) El Mehdi Malki (MAR)  |
| Open kg Toutes catégories         | Islam El Shehaby (EGY)          | Fayçal Jaballah (TUN)   | Amar Belgacem (ALG) Jalal Benalla (MAR)         |

### Par équipes
| Épreuves | Or      | Argent  | Bronze          |
| -------- | ------- | ------- | --------------- |
| Hommes   | Tunisie | Algérie | Égypte Cameroun |
| Femmes   | Tunisie | Algérie | Cameroun Maroc  |